# Suite française (Foulds)
Suite française is een suite gecomponeerd door John Foulds.
De suite is waarschijnlijk bedoeld als aanvulling op de Holiday sketches (opus 16), alhoewel er enige opusmummers tussen zitten. Een van de manuscripten draagt de titel French holiday sketches. In tegenstelling tot die Holdiday sketches gaf Foulds hier geen weergave van bepaalde plaatsen in Frankrijk, maar van enige Franse begrippen.
Het werk in de stijl van lichte muziek voor een standaard symfonieorkest bevat vier delen:
- Les Zouaves
- La fée Tarapatapoum
- Hymne heroïque à la France
- Joie de vivre

Taratapoum is een personage uit het boek Peter Ibbetson uit George du Maurier, dat Foulds destijds waarschijnlijk gelezen heeft. Pas later in de 20e eeuw werd het toneelstuk van het boek een groot succes op West End. La fée Taratapoum werd ook wel als zelfstandig werk uitgevoerd en ook als zodanig uitgebracht.
De première voor dit werk was weggelegd voor het Manchester Promenade Orchestra, een voorloper van het Hallé Orchestra, dirigent in februari 1911 was altviolist Simon Speelman. Het werk is in 2017 voorhanden via muziekuitgeverij Boosey & Hawkes.